# Hurtova Lhota
Hurtova Lhota (en allemand : Hurt Lhota) est une commune du district de Havlíčkův Brod, dans la région de Vysočina, en Tchéquie. Sa population s'élevait à 241 habitants en 2020.

## Géographie
Hurtova Lhota se trouve à 6 km à l'ouest de Havlíčkův Brod, à 29 km au nord-nord-ouest de Jihlava et à 94 km au sud-est de Prague.
La commune est limitée par Havlíčkův Brod au nord et à l'est, par Michalovice et Květinov au sud, et par Krásná Hora à l'ouest.

## Histoire
La première mention écrite de la localité date de 1436.